# Троицкое сельское поселение (Краснодарский край)
Троицкое сельское поселение — муниципальное образование в составе Крымского района Краснодарского края России.
В рамках административно-территориального устройства Краснодарского края ему соответствует Троицкий сельский округ.
Административный центр — станица Троицкая.

## Население
| 2010  | 2012  | 2013  | 2014  | 2015  | 2016  | 2017  |
| ----- | ----- | ----- | ----- | ----- | ----- | ----- |
| 7694  | ↗7743 | ↗7810 | ↗7894 | ↘7731 | ↘7687 | ↗7716 |
| 2018  | 2019  | 2020  | 2021  | 2023  |       |       |
| ↘7695 | ↘7689 | ↗7735 | ↘6972 | ↘6970 |       |       |

## Населённые пункты
В состав сельского поселения (сельского округа) входят 4 населённых пункта:
| № | Населённый пункт | Тип населённого пункта | Население (чел.) |
| - | ---------------- | ---------------------- | ---------------- |
| 1 | Западный         | хутор                  | ↗22              |
| 2 | Кувичинский      | хутор                  | ↘339             |
| 3 | Могукоровский    | хутор                  | ↘547             |
| 4 | Троицкая         | станица                | ↘6065            |